# 228 Puppis
228 Puppis (N Puppis) é uma estrela na direção da Puppis. Possui uma ascensão reta de 07h 57m 18.43s e uma declinação de −44° 06′ 35.6″. Sua magnitude aparente é igual a 5.08. Considerando sua distância de 1283 anos-luz em relação à Terra, sua magnitude absoluta é igual a −2.90. Pertence à classe espectral B2.5IV.